# Gorgasm
Gorgasm ist eine US-amerikanische Death-Metal-Band.

## Geschichte
Die Band wurde im Jahr 1994 gegründet in Chicago, nachdem sich die Gruppe Crematorium auflöste und sich Tom Tangaloss, Tom Leski und Russ Powell entschlossen, eine Band zu gründen, die amerikanischen Grindcore mit Elementen des europäischen Death Metals zu mischen. Nachdem die Gruppe lange Zeit erfolglos nach einem Sänger suchten beschlossen die Musiker die Gesangparts aufzuteilen. Im Sommer 1996 erschien die erste Demo mit sechs Stücken. Nachdem diese Demo große Resonanz erhalten hatte, wurde Derek Hoffman (u. a. Fleshgrind) als Drummer in die Band aufgenommen. Im März 1998 veröffentlichte Gorgasm ihre EP Stabwound Intercourse über Pulverised Records. Es folgten Auftritte auf dem Milwaukee Metalfest und dem Chicago Deathfest.
Das Debütalbum der Gruppe Bleeding Profusely wurde beim Label Unique Leader Records veröffentlicht. Darauf spielte die Gruppe mehrere Konzerte. Eines davon war mit der Band Lividity. Auch das Nachfolgealbum Masticate to Dominate, welches 2003 auf den Markt kam, erschien unter diesem Label. Im Juni 2007 spielte Gorgasm auf dem „Death Feast Openair“ auf dem Flugplatz Dinslaken/Schwarze Heide bei Hünxe gemeinsam mit Gruppen wie Grind Inc., Resurrected, Debauchery und Wormed. Das dritte Album Orgy of Murder erschien 2011.
Die Gruppe zerbrach im Dezember 2008, fand jedoch 2010 erneut zusammen und arbeitete an dem dritten Album, welches 2011 erschien. Gorgasm wechselten erneut das Label. So steht die Band nun bei New Standard Elite unter Vertrag, worüber im Jahr 2014 das vierte Studioalbum Destined to Violate erschien.
In Frankreich existiert die Band Gorod, welche zu Anfangszeiten ebenfalls Gorgasm hieß. Außerdem gibt es in China eine gleichnamige Band. Diese hieß vorher Cervical Erosion.

## Cover und Texte
Die Gruppe ist bekannt für ihre schockierenden Coverartworks, so zum Beispiel das Cover Masticate to Dominate, welches u. a. eine nackte, verstümmelte Frau zeigt. Das Folgealbum Orgy of Murder zeigt ein ähnliches Szenario: Ein nackter Mann enthauptet eine Frau. Im Hintergrund sieht man mehrere nackte Menschen.
Die Texte der Gruppe beinhalten zumeist Themen wie Sodomie, Körperverletzung, Geschlechtsverkehr, Mord, Nekrophilie und Koprophilie. Manchmal kommt es vor, dass mehrere Themen in einem Song vorkommen. Das Album Masticate to Dominate ist ein Konzeptalbum und erzählt die Geschichte aus der Sichtweise eines psychopathischen und sadistischen Killers, der sich an den Leichen seiner Opfer vergnügt.

## Diskografie
- 1998: Stabwound Intercourse (EP, Pulverised Records, Sevared Records)
- 2002: Bleeding Profusely (Unique Leader Records)
- 2003: Masticate to Dominate (Unique Leader Records)
- 2011: Orgy of Murder (Brutal Bands)
- 2014: Destined to Violate (New Standard Elite)